# Szostaki (Litwa)
Szostaki (lit. Šeštokai) − wieś na Litwie, w rejonie solecznickim, 4 km na południowy wschód od Turgieli, zamieszkana przez 55 ludzi. Przed II wojną światową w Polsce, w powiecie wileńsko-trockim województwa wileńskiego.